# Nhớt đàn hồi
Nhớt đàn hồi hay thường gọi là đàn nhớt, là đặc điểm của các vật liệu thể hiện cả hai tính chất là nhớt và đàn hồi khi chịu lực biến dạng. Các vật liệu nhớt giống như mật ong có ứng suất và biến dạng tuyến tính theo thời gian khi chịu tác động áp lực hay hằng số nhớt là không đổi theo thời gian. Các vật liệu đàn hồi bị giãn ra khi bị kéo và trở lại trạng thái bình thường khi thôi tác dụng lực. Vật liệu đàn nhớt mang cả hai tính chất trên, và phụ thuộc vào thời gian tác dụng lực. Trong khi đó, tính chất đàn hồi là kết quả của việc kéo giãn theo các mặt phẳng tinh thể học đã được sắp xếp trong chất rắn, còn đàn nhớt là kết quả của sự khuếch tán các nguyên tử hoặc phân tử trong chất vô định hình .

## Lý luận cơ sở
Trong thế kỷ 19, các nhà vật lý học như Maxwell, Boltzmann, và Kelvin đã nghiên cứu và thí nghiệm với biến dạng trườn và sự hồi phục của thủy tinh, kim loại, và cao su . Tính chất đàn nhớt đã được kiểm tra sau đó vào cuối thế kỷ 20 khi polymer tổng hợp được phát triển và có nhiều ứng dụng rộng rãi . Các tính toán đàn nhớt phụ thuộc rất nhiều vào sự thay đổi độ nhớt, η. Giá trị nghịch đảo của η được gọi là độ chảy, φ.  Giá trị này có thể là hàm phụ thuộc nhiệt độ hoặc giá trị cho trước . 

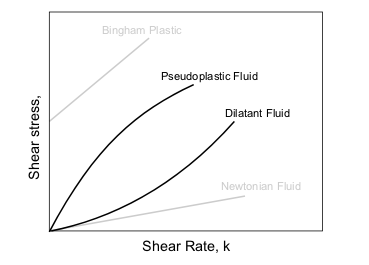
Các kiểu đường cong ứng suất phá hủy khác nhau khi thay đổi tốc độ phá hủy (d/dt)

Tùy thuộc vào sự thay đổi tốc độ phá hủy so với ứng suất bên trong vật liệu, đường cong độ nhớt có thể được chia thành đoạn tuyến tính, không tuyến tính hoặc biến dạng dẻo. Khi vật liệu biểu hiện trong khoảng tuyến tính thì được xếp vào vật liệu Newton . Trong trường hợp này, ứng suất tỉ lệ tuyến tính với tốc độ phá hủy. Nếu vật liệu phản ứng không tuyến tính với tốc độ phá hủy thì nó được xếp vào chất lỏng phi Newton. Đây cũng là một trường hợp đặc biệt khi mà độ nhớt giảm trong khi tốc độ phá hủy vẫn không đổi. Thêm vào đó, khi ứng suất không phụ thuộc vào tốc độ phá hủy, vật liệu sẽ thể hiện biến dạng dẻo . Một số vật liệu đàn nhớt thể hiện tính chất cao su giống như ứng xử được giải thích theo sự biến dạng của cao su. Các vật liệu đàn nhớt có mối quan hệ giữa ứng suất và biến dạng phụ thuộc thời gian. Các chất rắn đàn hồi đặc trưng cho một loại của vật liệu đàn nhớt: chúng có một kiểu cân bằng duy nhất và hồi phục lại như ban đầu khi thôi tác dụng tải trọng.
Một vài hiện tượng liên quan đến vật liệu đàn nhớt như: (i) nếu ứng suất được giữ không đổi thì biến dạng sẽ tăng theo thời gian (trườn); (ii) lực tác dụng giảm theo thời gian nhưng biến dạng không đổi (hiện tượng mỏi); (iii) Hiệu ứng cứng phụ thuộc vào mức tải trọng; (iv) Nếu tác động tải trọng theo chu kỳ, hiện tượng trễ sẽ xảy ra (trễ pha), làm cho phân tán cơ năng; (v) các sóng âm truyền quan sẽ tắt dần; (vi) sự hồi phục của vật liệu sau khi bị nén dưới 100%; (vii) trong khi lăn, sẽ xuất hiện lực ma sát.
Tất cả vật liệu thể hiện một vài tính chất đàn nhớt. Đối với các kim loại phổ biến như thép, nhôm cũng như thạch anh, ở nhiệt độ phòng và biến dạng nhỏ ứng xử không hoàn toàn theo biến đàn hồi tuyến tính. Các polymer tổng hợp, gỗ và tế bào của con người cũng như các kim loại, ở nhiệt độ cao chúng thể hiện các hiệu ứng đàn nhớt. Những hiểu biết về ứng xử của vật liệu đàn nhớt là cơ sở trong việc đo đạc
Một vài ví dụ về các vật liệu đàn nhớt như polymer vô định hình, polymer bán kết tinh, polymer sinh học, các kim loại ở nhiệt độ rất cao, và các vật liệu bitum. Sự phá hủy xảy ra khi lực tác dụng tác động nhanh và vượt khỏi giới hạn đàn hồi.